# Trentepohlia (Trentepohlia) angustilinea
Trentepohlia (Trentepohlia) angustilinea is een tweevleugelige uit de familie steltmuggen (Limoniidae). De soort komt voor in het Australaziatisch gebied.